# Теономия
Теономия (от греческого theos «Бог» и nomos «закон») — гипотетическая христианская форма правления, при которой общество управляется божественным законом. Теономисты считают, что современные общества должны соблюдать божественный закон, особенно судебные законы Ветхого Завета. Точное определение теономии — это презумпция того, что судебные законы Ветхого Завета, данные Израилю, не были отменены, и поэтому все гражданские правительства морально обязаны обеспечивать их соблюдение (включая конкретные наказания). Теономия считает, что все гражданские правительства должны воздерживаться от принуждения, если Писание не предписывает их вмешательство («регулирующий принцип государства»).
Теономия отличается от «теономной этики», предложенной Полом Тиллихом .

## Происхождение
Фома Аквинский считал, что «если бы государь приказал соблюдать эти судебные предписания в своем королевстве, он не согрешил бы». Некоторые ошибочно называют это «всеобщей теономией справедливости», но на самом деле она отличается от теономии, поскольку Аквинат считал, что особенности ветхозаветных судебных законов больше не имеют обязательной силы. Вместо этого он учил, что судебные предписания содержат различные степени универсальных принципов справедливости, отражающих естественное право .
В христианском реконструкционизме теономия представляет собой идею о том, что Бог обеспечивает основу как личной, так и общественной этики в Библии . Теономическая этика утверждает, что Библия была дана как непреложный стандарт для любого человеческого правления (индивидуального, семейного, церковного и гражданского) и что библейский закон должен быть включен в христианскую теорию библейской этики.

## Цели
Различные теономические авторы ставили такие цели, как «всеобщее развитие библейских теократических республик» :223-335исключение нехристиан из голосования и гражданства, :87и применение библейского закона государством. :346-347Согласно такой системе библейского закона, гомосексуальные акты :212прелюбодеяние, колдовство и богохульство :118будет караться смертью. Распространение идолопоклонства или «ложных религий» было бы незаконным и также могло караться смертной казнью.
Более поздние авторы-теономисты, такие как Джоэл Макдармон, бывший президент American Vision, отошли от этой позиции, заявив, что эти смертные приговоры больше не являются обязательными в Новом Завете. Бывший пастор и критик теономии Дж. Д. Холл, который обсуждал Макдармона в 2015 году, утверждал, что отказ от пенологий Моисея, таких как смертная казнь, означает, что нельзя сказать, что Макдармон и другие, занимающие аналогичные позиции, придерживаются теономии каким-либо значимым образом.
По мнению теономиста Грега Бансена, божие законы являются стандартом, которому должны следовать христианские избиратели и официальные лица. Он утверждает, что гражданский закон, данный народу Израиля, постоянно имеет обязательную силу, за исключением того, что он считает культурным контекстом, характерным конкретно для этого народа. 